# Bella Darvi
Bella Darvi, née Bajla Węgier, également connue sous le nom de Bayla Zygelbaum, est une actrice polonaise, née le 23 octobre 1928 à Sosnowiec (Pologne), et morte le 17 septembre 1971 à Monte-Carlo.

## Biographie
Ses parents, Polonais d'origine juive, se réfugient en France à la montée du nazisme. Elle est emprisonnée par les Allemands au début de la guerre, et relâchée en 1943.
En 1949, elle épouse un riche homme d'affaires, Alban Cavalcade, et s'installe avec lui à Monaco. Là, elle connait une vie marquée par l'alcool et par le jeu. Son mariage ne dure guère. Découverte à Paris par le producteur américain Darryl Zanuck, dont elle devient la maîtresse, elle part pour Hollywood. Son nom de scène est une combinaison des noms de « Dar-ryl » et de son épouse « Vi-rginia » (Virginia Fox, une des actrices fétiches de Buster Keaton).
Son rôle dans L'Égyptien de Michael Curtiz, où elle joue une séduisante courtisane babylonienne, la fait connaître du public. Le film est un échec commercial et, malgré tous les efforts de Zanuck, sa carrière tourne court. Bella Darvi est complètement dominée par la passion des jeux de hasard ; Zanuck continue à payer ses dettes jusqu'en 1970.
Elle tourne en France à la fin des années 1950, dans des films policiers pour Victor Vicas, John Berry et Pierre Chenal. Bernard Borderie lui donne, en 1958, Lino Ventura et Charles Vanel pour partenaires dans Le Gorille vous salue bien. On la retrouve aussi dans des films italiens jusqu'en 1961. Après une absence de huit ans, elle revient au cinéma en 1969. Elle tourne deux ans plus tard, en 1971, un dernier film aux côtés de Michèle Girardon et de Marie-Georges Pascal, Les Petites Filles modèles de Jean-Claude Roy.
Elle se suicide en septembre 1971 en ouvrant le gaz dans son appartement de Monte-Carlo. Son corps n'a été découvert que plus d'une semaine plus tard.
Elle est inhumée au cimetière parisien de Bagneux (division 55).

## Filmographie
- 1954 : Le Démon des eaux troubles (Hell and High Water) de Samuel Fuller
- 1954 : L'Égyptien (The Egyptian) de Michael Curtiz
- 1954 : Le Cercle infernal (The Racers) de Henry Hathaway avec Kirk Douglas, Gilbert Roland, Cesar Romero, Lee J. Cobb, Katy Jurado
- 1955 : Je suis un sentimental de John Berry
- 1956 : Je reviendrai à Kandara de Victor Vicas
- 1958 : Rafles sur la ville de Pierre Chenal
- 1958 : Le Gorille vous salue bien de Bernard Borderie
- 1958 : La parole est à l'épée (Pia de' Tolomei) de Sergio Grieco avec Jacques Sernas, Ilaria Occhini, Arnoldo Foà
- 1959 : La donna di Ghiaccio d'Antonio Racioppi
- 1959 : Énigme aux Folies Bergère de Jean Mitry
- 1959 : Le Pain des Jules de Jacques Séverac avec Christian Méry, Henri Vilbert
- 1959 : Jeux précoces (Il rossetto) de Damiano Damiani	avec Pierre Brice, Giorgia Moll, Pietro Germi
- 1961 : L'Urlo dei bolidi de Léo Guarrasi
- 1969 : Le Bourgeois gentil mec de Raoul André avec Jean Lefebvre, Annie Cordy, Francis Blanche, Georges Géret, Darry Cowl
- 1971 : Les Petites Filles modèles de Jean-Claude Roy

## Dans la culture populaire
- Elle est évoquée par Dominique Besnehard dans le final du 6e et dernier épisode de la saison 3 de la série télévisée Dix pour cent, lors de la longue scène de la fête des 30 ans de l'agence ASK : son personnage la qualifie de « Marilyn Monroe du pauvre ».